# Luperus erlangeri
Luperus erlangeri es una especie de insecto coleóptero de la familia Chrysomelidae.
Fue descrita científicamente en 1907 por Julius Weise.